# Regeneração (Portugal)
Regeneração é a designação dada ao período da Monarquia Constitucional portuguesa que se seguiu à insurreição militar de 1 de Maio de 1851 que levou à queda de Costa Cabral e dos governos de inspiração setembrista. Apesar do ministério que resultou do golpe ser presidido pelo marechal Saldanha, a principal personagem da Regeneração foi Fontes Pereira de Melo. Embora não possa ser claramente delimitada no tempo, o período da Regeneração durou cerca de 17 anos, terminando com a revolta da Janeirinha, em 1868, que levou o Partido Reformista ao poder. A Regeneração foi caracterizada pelo esforço de desenvolvimento económico e de modernização de Portugal, a que se associaram pesadas medidas fiscais.

## Enquadramento histórico

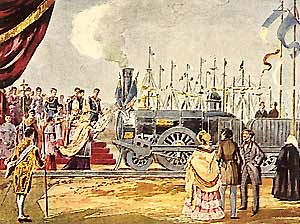
Inauguração, a 28 de Outubro de 1856, da primeira linha de caminho-de-ferro em Portugal, num aguarela de Alfredo Roque Gameiro.

A ideia de regeneração, expressa pelas palavras regeneração e regenerador, fizeram parte da matriz inicial do pensamento vintista português e andaram sempre no pensamento e no discurso dos liberais portugueses desde os anos de 1817/1820. Atente-se que Gomes Freire de Andrade foi venerável de uma loja maçónica designada Regeneração e que o organismo secreto que encabeçava a conspiração de 1817 se designava o Conselho Supremo Regenerador de Portugal, Brasil e Algarves.
Também não foi por acaso que um dos patriarcas do vintismo, Manuel Borges Carneiro, escolheu o título de Portugal Regenerado para o seu principal manifesto político. Implantado o regime liberal, o objectivo quase mítico de se obter, finalmente, uma recuperação do prestígio e pujança perdidos por Portugal continuaria a dominar o pensamento e o discurso. Foi neste contexto que Manuel Fernandes Tomás celebrizou, em intervenção parlamentar, o conceito, sempre adiado da nossa feliz Regeneração.
Outra fonte inspiradora do movimento político da Regeneração, que preparou ideologicamente, foi Alexandre Herculano e o grupo de intelectuais, na maioria formados na Universidade de Coimbra, que inicialmente formaram o escol ideológico do liberalismo. Progressivamente alienados de uma governação que percebiam ser ineficaz e corrupta, sentindo-se traídos na pureza dos seus ideais, este grupo passou a aspirar por uma mudança profunda que libertasse Portugal do abatimento moral e do subdesenvolvimento em que se encontrava.
Não admira pois que face ao desprestígio dos órgãos constitucionais e ao apodrecimento da vida política portuguesa que resultou do esmagamento da Patuleia e das normas impostas pelos vencedores, o novo poder nascido do golpe de 1851 reclamasse a Regeneração para seu mote, apregoado que agora, finalmente, chegaria a tão decantada quanto elusiva nossa feliz Regeneração.

## Objectivos da Regeneração
O movimento regenerador apresentava como ponto fulcral do seu programa político a renovação do sistema político e a criação das infra-estruturas básicas necessária ao desenvolvimento do país. O movimento tinha como objectivo central estabelecer de forma definitiva o liberalismo em Portugal e para tal adoptou os princípios estabelecidos na Carta Constitucional de 1826, introduzindo-lhe as necessárias reformas pelo Acto Adicional de 1852.
O programa político regenerador assentava num conjunto de reformas administrativas e económico-sociais, cuja aplicação tinha como objectivo fomentar o crescimento económico e ultrapassar os constrangimentos de natureza política e institucional que tinham impedido o país de se aproximar dos níveis de desenvolvimento da Europa. Atribuíam os bloqueios à má governança e ao tempo perdido com as múltiplas lutas político-ideológicas que até aí tinham assolado a vida política em Portugal.
Para dar corpo a esses objectivos: 
- a primeira acção foi de reforma institucional, fazendo aprovar o Acto Adicional de 1852 à Carta Constitucional de 1826 e desvalorizando, até ao limiar da falta de democraticidade, a actividade parlamentar e a disputa político-partidária. Tal traduziu-se na criação das condições de equilíbrio político que desembocariam no rotativismo de algumas décadas depois (isso embora ele tivesse sempre existido desde que o Reino de Portugal aceitou, em 1834, a partidocracia[1]);
- O segundo vector da acção regeneradora foi o fomento do crescimento económico, centrado na construção de infra-estruturas de transportes e comunicações, numa primeira tentativa de quebrar o isolamento de vastas regiões do país, e de apoio ao desenvolvimento industrial e comercial. Foi com esses últimos objectivos que se instituiu o Ministério das Obras Públicas, Comércio e Indústria, que foi confiado a Fontes Pereira de Melo, um dos mais dinâmicos e capazes políticos da época.

A preponderância do vector do fomento foi tão grande que o referido ministério, rapidamente assumiu o principal protagonismo na acção governativa, passando o seu titular a ter um grau de reconhecimento público que em muito ultrapassava o que era dispensado ao presidente do governo. É assim que surge o fontismo, que mais do que uma doutrina política era uma forma de acção.
Na vertente desenvolvimentista das políticas regeneradoras foram encetadas algumas medidas, que apesar de nunca completamente concretizadas, contribuíram largamente para a evolução do país, entre as quais se destacam a construção ou renovação das redes rodoviárias e dos principais portos, a expansão acelerada da rede ferroviária e a instalação do telégrafo, o qual iria antecipar o aparecimento do telefone, surgido algumas décadas mais tarde.
O país encontrava-se em modernização, era assim necessário, aumentar o nível de instrução e competência da população para realizar as mudanças necessárias, tendo-se tomado várias medidas no ensino:
- Criaram-se novas escola primárias e novos liceus em todas as capitais de distrito e dois em Lisboa;
- Tornou-se obrigatória a frequência nos primeiros 3 anos, e um 4º de voluntariado;
- Fundaram-se escolas industriais, comerciais e agrícolas;
- Criaram-se novas escolas universitárias ligadas à Marinha, às Artes, às Técnicas e ao Teatro.[2]

Este acentuado esforço de desenvolvimento e de procura incessante do progresso material está bem patente na seguinte frase de Fontes Pereira de Melo: Acima do cavalo da diligência está o trâmuei, acima deste a locomotiva, e acima de tudo o progresso. Esta frase resume bem o estado de espírito que dominou a classe política portuguesa no início da Regeneração.